# Juegos Deportivos Nacionales de Costa Rica de 2019
Los Juegos Deportivos Nacionales de 2019, oficialmente los XXXVIII Juegos Deportivos Nacionales y comúnmente conocidos cono los Juegos Deportivos Nacionales ICODER 2019, fueron un evento nacional multideportivo organizado por el Instituto Costarricense del Deporte y la Recreación (ICODER), celebrado del 29 de junio al 13 de julio de 2019 en los cantones de San José, Cartago, Desamparados, Curridabat, Mora, Santa Ana y Pococí, en Costa Rica.
El evento acogió a 6.231 atletas que representaron a 75 cantones del país representados por un Comité Cantonal de Deportes y Recreación (CCDR), así como a 2 distritos, el mayor número de competidores en participar en una edición de los Juegos. Se disputaron 2.676 eventos en 23 deportes, así como 9 deportes de exhibición y un deporte de espectáculo. La ceremonia de inauguración se llevó a cabo el 29 de junio en el Gimnasio BN Arena y los Juegos fueron declarados abiertos por la vicepresidenta Epsy Campbell.  El dedicado a esta edición fue el ciclista Kenneth Tencio, seleccionado por el Consejo Nacional de Recreación y Deportes.

## Desarrollo y preparación
En mayo de 2019 el Instituto Costarricense del Deporte y la Recreación (ICODER) oficializó la convocatoria a celebrar la XXXVIII edición de los Juegos Deportivos Nacionales. La institución presupuestó un total de ₡1,300 millones para la organización y desarrollo de los Juegos.

### Sedes e instalaciones deportivas
Los eventos de la etapa final de los Juegos Deportivos Nacionales de 2019 se llevaron a cabo en siete cantones de las provincias de San José, Cartago y Limón, específicamente en los de San José, Cartago, Desamparados, Curridabat, Mora, Santa Ana y Pococí. Asimismo, el ICODER definió un total de 15 sedes e instalaciones deportivas para la realización de los Juegos y sus ceremonias. 9.500 atletas y oficiales de equipo fueron alojados en 13 complejos deportivos y educativos distribuidos entre los cantones anfitriones de la competencia.
| Cantón       | Sede                                     | Eventos                                      |
| ------------ | ---------------------------------------- | -------------------------------------------- |
| San José     | Ciudad Deportiva Heiner Ugalde           | Ceremonias de apertura y clausura            |
| San José     | Estadio Nacional                         | Atletismo                                    |
| San José     | Gimnasio Nacional                        | Gimnasia artística Gimnasia rítmica Voleibol |
| San José     | Parque Metropolitano La Sabana           | Béisbol Patinaje Voleibol de playa           |
| San José     | Estadio Antonio Escarré                  | Béisbol                                      |
| Cartago      | Polideportivo de Cartago                 | Baloncesto Futsal Natación Triatlón          |
| Cartago      | Colegio San Luis Gonzaga                 | Judo Karate                                  |
| Desamparados | OTA Tennis Academy                       | Tenis                                        |
| Desamparados | Villa Olímpica de Desamparados           | Boxeo Taekwondo                              |
| Curridabat   | Estadio José Ángel "Lito" Monge          | Fútbol (femenino)                            |
| Curridabat   | Liceo de Curridabat                      | Tenis de mesa                                |
| Mora         | Liceo de Ciudad Colón                    | Ajedrez Halterofilia                         |
| Santa Ana    | Colegio Técnico Profesional de Santa Ana | Balonmano                                    |
| Santa Ana    | Estadio de Piedades                      | Fútbol (masculino)                           |
| Pococí       | Rutas nacionales y rutas cantonales      | Ciclismo de montaña Ciclismo de ruta         |

## Los Juegos

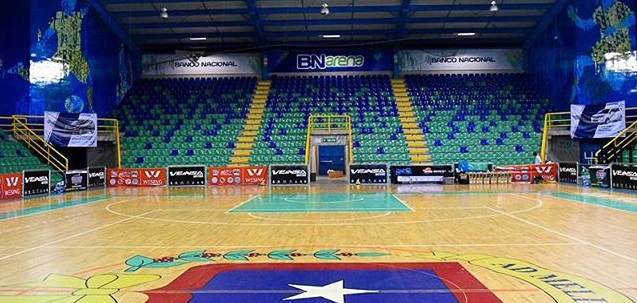
El Gimnasio BN Arena acogió la ceremonia de apertura de los Juegos.

### Ceremonias
La ceremonia de apertura se celebró el 29 de junio de 2019, comenzando a las 3:30 p. m. en el Gimnasio BN Arena, localizado en la Ciudad Deportiva Heiner Ugalde, en Hatillo, San José. La vicepresidenta de la República, Epsy Campbell Barr, inauguró formalmente los Juegos y, al final del relevo de la antorcha, el atleta josefino Juan Diego Castro Villalobos encendió el pebetero. Posteriormente, se realizó el desfile de delegaciones. La ceremonia de clausura se llevó a cabo en el Gimnasio Nacional, con el cierre de competencias de la gimnasia. El deportista dedicado a esta edición fue el ciclista nacional Kenneth Tencio, seleccionado por el Consejo Nacional de Recreación y Deportes.

### Delegaciones participantes
75 de los 81 cantones representados por un Comité Cantonal de Deportes y Recreación (CCDR), así como 2 distritos representados por un Comité Distrital de Deportes y Recreación (CDDR), compitieron en la etapa final del evento. Los cantones de Coto Brus, Guatuso, Hojancha, León Cortés Castro, San Mateo y Turrubares no participaron en la etapa final del evento, además del nuevo cantón de Río Cuarto. Asimismo, seis de los ocho distritos representados por un Concejo Municipal de Distrito tampoco tomaron parte de los Juegos.

Delegaciones participantes.

| Comités Cantonales y Distritales de Deporte y Recreación participantes |
| --- |
| - Abangares - Acosta - Alajuela - Alajuelita - Alvarado - Aserrí - Atenas - Bagaces - Barva - Belén - Buenos Aires - Cañas - Carrillo - Cartago - Cóbano - Corredores - Curridabat - Desamparados - Dota - El Guarco - Escazú - Esparza - Flores - Garabito - Goicoechea - Golfito - Grecia - Guácimo - Heredia - Jiménez - La Cruz - La Unión - Liberia - Limón - Los Chiles - Matina - Montes de Oca - Montes de Oro - Monteverde - Mora - Moravia - Nandayure - Naranjo - Nicoya - Oreamuno - Orotina - Osa - Palmares - Paraíso - Parrita - Pérez Zeledón - Poás - Pococí - Puntarenas - Puriscal - Quepos - San Carlos - San Isidro - San José - San Pablo - San Rafael - San Ramón - Santa Ana - Santa Bárbara - Santa Cruz - Santo Domingo - Sarapiquí - Sarchí - Siquirres - Talamanca - Tarrazú - Tibás - Tilarán - Turrialba - Upala - Vázquez de Coronado - Zarcero |

### Deportes
En esta edición de los Juegos Deportivos Nacionales se disputaron 2.676 eventos en 23 disciplinas deportivas, la mayor cantidad de eventos jamás realizados en una sola edición de la competencia. Durante la etapa final, el atletismo contuvo la mayor cantidad de atletas con 352 mujeres y 400 hombres, para un total de 752 participantes. Al atletismo le siguen el taekwondo, con la participación de 521 atletas, el boxeo, con 448 atletas, y el fútbol, con 438 atletas. En general, la etapa final contó con la participación de 2.937 mujeres y 3.294 hombres para un total de 6.231, el mayor número de competidores en participar en una edición de los Juegos Deportivos Nacionales.
Los números entre paréntesis indican el número de atletas participantes en cada deporte.
| - Ajedrez (214) - Atletismo (752) - Baloncesto (240) - Balonmano (313) - Béisbol (174) - Boxeo (448) - Ciclismo de montaña (77) - Ciclismo de ruta (261) | - Fútbol (438) - Futsal (298) - Gimnasia artística (163) - Gimnasia rítmica (228) - Halterofilia (139) - Judo (339) - Karate (296) - Natación (374) | - Patinaje (81) - Taekwondo (521) - Tenis (161) - Tenis de mesa (285) - Triatlón (110) - Voleibol (239) - Voleibol de playa (80) |

#### Deportes de exhibición
Además de los deportes oficiales del programa, esta edición de los Juegos Deportivos Nacionales contó con la participación de 9 deportes de exhibición y un deporte de espectáculo. Las preseas obtenidas por los atletas en estas disciplinas no cuentan para el medallero oficial de la competencia.
| - Acuatlón - Carrera de barriles - Carrera de orientación - Ciclismo BMX | - Esgrima - Fútbol playa - Porrismo - Rugby | - Skateboarding - Tiro con arco |

### Calendario
Esta edición de los Juegos Deportivos Nacionales se llevó a cabo entre el 29 de junio y el 13 de julio de 2021. Se disputaron un total de 2.676 eventos.
| CA | Ceremonia de Apertura | ● | Competiciones | ★ | Eventos finales | CC | Ceremonia de Clausura |

| Junio / julio                    | Junio / julio                    | 29 Sáb | 30 Dom | 1 Lun | 2 Mar | 3 Mié | 4 Jue | 5 Vie | 6 Sáb | 7 Dom | 8 Lun | 9 Mar | 10 Mie | 11 Mié | 12 Jue | 13 Vie | Eventos |
| -------------------------------- | -------------------------------- | ------ | ------ | ----- | ----- | ----- | ----- | ----- | ----- | ----- | ----- | ----- | ------ | ------ | ------ | ------ | ------- |
| Ceremonias (apertura / clausura) | Ceremonias (apertura / clausura) | CA     |        |       |       |       |       |       |       |       |       |       |        |        |        | CC     |         |
| Ajedrez                          | Ajedrez                          |        | ●      | ●     | ●     | ●     | ●     | ●     |       |       |       |       |        |        |        |        | 120     |
| Atletismo                        | Atletismo                        |        |        | ●     | ●     | ●     | ●     | ●     | ●     |       |       |       |        |        |        |        | 149     |
| Baloncesto                       | Baloncesto                       |        | ●      | ●     | ●     | ●     | ●     | ●     | ★     |       |       |       |        |        |        |        | 48      |
| Balonmano                        | Balonmano                        |        | ●      | ●     | ●     | ●     | ●     | ●     | ★     |       |       |       |        |        |        |        | 48      |
| Béisbol                          | Béisbol                          |        |        |       |       |       |       |       |       |       |       | ●     | ●      | ●      | ●      | ★      | 24      |
| Boxeo                            | Boxeo                            |        |        |       |       |       |       |       |       |       |       | ●     | ●      | ●      | ●      | ●      | 326     |
| Ciclismo de montaña              | Ciclismo de montaña              |        | ●      | ●     | ●     | ●     |       |       |       |       |       |       |        |        |        |        | 21      |
| Ciclismo de ruta                 | Ciclismo de ruta                 |        |        |       |       |       |       | ●     | ●     |       |       |       |        |        |        |        | 22      |
| Fútbol                           | Masculino                        |        |        |       |       |       |       |       |       | ●     | ●     | ●     | ●      | ●      | ●      | ★      | 48      |
| Fútbol                           | Femenino                         |        | ●      | ●     | ●     | ●     | ●     | ●     | ★     |       |       |       |        |        |        |        | 48      |
| Futsal                           | Futsal                           |        |        |       |       |       |       |       |       | ●     | ●     | ●     | ●      | ●      | ●      | ★      | 48      |
| Gimnasia artística               | Gimnasia artística               |        |        |       |       |       |       |       | ●     | ●     | ●     |       |        |        |        |        | 144     |
| Gimnasia rítmica                 | Gimnasia rítmica                 |        |        |       |       |       |       |       |       |       |       |       |        | ●      | ●      | ●      | 36      |
| Halterofilia                     | Halterofilia                     |        |        |       |       |       |       | ●     | ●     | ●     | ●     | ●     | ●      |        |        |        | 75      |
| Judo                             | Judo                             |        |        |       |       | ●     | ●     | ●     |       |       |       |       |        |        |        |        | 171     |
| Karate                           | Karate                           |        | ●      | ●     | ●     |       |       |       |       |       |       |       |        |        |        |        | 387     |
| Natación                         | Natación                         |        |        |       |       |       |       |       |       | ●     | ●     | ●     | ●      |        |        |        | 139     |
| Patinaje                         | Patinaje                         |        |        |       |       |       |       | ●     | ●     |       |       |       |        |        |        |        | 56      |
| Taekwondo                        | Taekwondo                        |        |        |       |       |       |       | ●     | ●     | ●     |       |       |        |        |        |        | 399     |
| Tenis                            | Tenis                            |        | ●      | ●     | ●     | ●     | ●     |       |       |       |       |       |        |        |        |        | 140     |
| Tenis de mesa                    | Tenis de mesa                    |        |        |       |       |       |       |       |       | ●     | ●     | ●     | ●      | ●      | ●      |        | 119     |
| Triatlón                         | Triatlón                         |        |        |       |       |       |       |       |       |       |       |       |        |        | ●      | ●      | 12      |
| Voleibol                         | Voleibol                         |        | ●      | ●     | ●     | ●     | ●     | ●     | ★     |       |       |       |        |        |        |        | 48      |
| Voleibol de playa                | Voleibol de playa                |        |        |       |       |       |       |       |       |       |       | ●     | ●      | ●      | ●      | ★      | 96      |
| Junio / julio                    | Junio / julio                    | 29 Sáb | 30 Dom | 1 Lun | 2 Mar | 3 Mié | 4 Jue | 5 Vie | 6 Sáb | 7 Dom | 8 Lun | 9 Mar | 10 Mie | 11 Mié | 12 Jue | 13 Vie | 2676    |

## Medallero
El cantón de San José ganó, por undécima vez consecutiva desde los Juegos Deportivos Nacionales de 2008, la mayor cantidad de medallas de oro con un total de 180, así como la mayor cantidad de medallas totales con un total de 438. A San José le siguieron los cantones de Alajuela, con 130 medallas de oro, y Belén, con 72.
     Cantón anfitrión
| N.°   | Delegación             | Oro  | Plata | Bronce | Total |
| ----- | ---------------------- | ---- | ----- | ------ | ----- |
| 1     | San José               | 180  | 124   | 134    | 438   |
| 2     | Alajuela               | 130  | 123   | 116    | 369   |
| 3     | Belén                  | 72   | 50    | 47     | 169   |
| 4     | Heredia                | 54   | 50    | 63     | 167   |
| 5     | Cartago                | 48   | 44    | 64     | 156   |
| 6     | San Carlos             | 37   | 51    | 56     | 144   |
| 7     | Desamparados           | 34   | 57    | 70     | 161   |
| 8     | Goicoechea             | 34   | 36    | 44     | 114   |
| 9     | Escazú                 | 33   | 52    | 46     | 131   |
| 10    | Santa Ana              | 29   | 27    | 23     | 79    |
| 11–72 | Delegaciones restantes | 357  | 397   | 570    | 833   |
| Total | Total                  | 1008 | 1011  | 1233   | 3252  |